# دير العشائر
دير العشائر قرية في منطقة قدسيا ( حديثا ) في محافظة ريف دمشق. تقع شمال غرب دمشق على طريق دمشق-بيروت السريع. تابعة لمنطقة الزبداني ( من قبل ) ، لا يتجاوز عدد سكانها 1500 نسمة ، تعتمد على الزراعة ونادرا الرعي والتهريب ( كونها منطقة حدودية )